# Christoph Brouwer

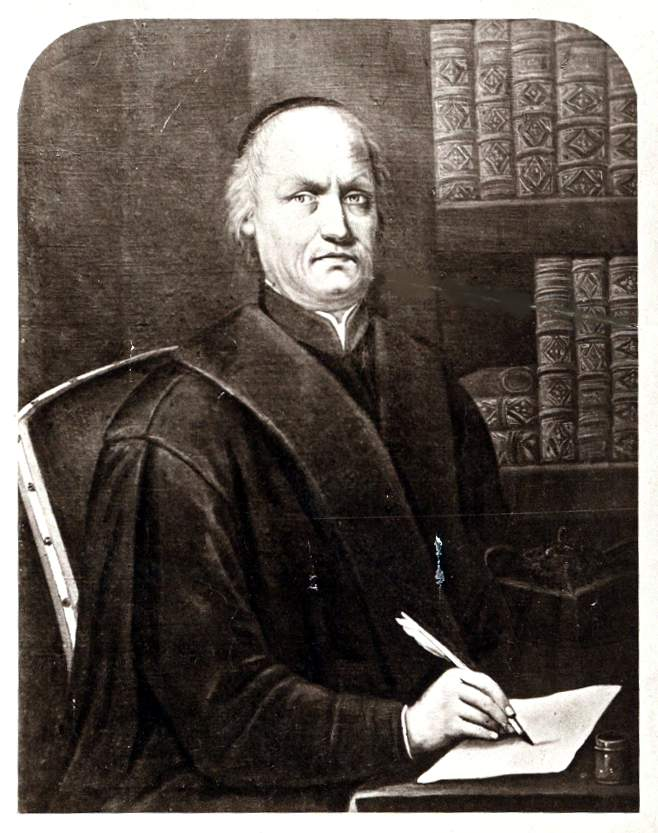
Christoph Brouwer

Christoph Brouwer (* 10. November 1559 in Arnheim; † 2. Juni 1617 in Trier; latinisiert Christophorus Brouwerus bzw. Browerus) war ein Jesuit und Historiker.

## Leben
Christoph Brouwer wurde am 10. November 1559 in Arnheim geboren. Am 12. März 1580 trat er in Köln der „Gesellschaft Jesu“ bei. Von 1601 bis 1613 war er Leiter des Jesuitenkollegs in Fulda, danach war er bis zu seinem Tod am 2. Juni 1617 Professor der Philosophie an der Universität Trier.
Er verfasste nicht nur bedeutende historische Werke wie die Fuldensium antiquitatum libri IV (Vier Bücher über die Altertümer der Reichsabtei und des Fürstbistums Fulda) von 1612 oder die Antiquitatum et annalium Trevirensium libri XXV (25 Bücher über Altertümer und Jahrbücher [des Erzbistums] Trier) von 1629 (unvollständig), 2. Auflage ed. Jacob Masen Liège 1670 (Neubearbeitung von Christian von Stramberg, Metropolis ecclesiae Trevericae, quae metropolitanae ecclesiae origenem, jura, decus, officia [...] complectitur, zwei Bände. Koblenz 1855–1856), sondern edierte aus den jeweils vor Ort vorgefundenen bedeutenden Handschriftenbeständen wichtige bis dahin unpublizierte Quellen und literarische Texte, etwa die Gedichte des Venantius Fortunatus und des Hrabanus Maurus (1603/1617) sowie eine Reihe von Biographien in den Sidera Sanctorum virorum (Gestirne heiliger Männer) von 1616 (Titelauflage Mainz 1619 Vitae illustrium et sanctorum virorum [...]), die Viten bzw. Translationsberichte der Bischöfe bzw. Erzbischöfe Gregor von Utrecht, Liudger von Münster, Pirmin, Godehard und Bernward von Hildesheim, Epiphanius von Pavia, Leander von Sevilla, Fulgentius von Cartagena bzw. Écija, Isidor von Sevilla und Meinwerk von Paderborn sowie der Äbte Sturmi und Eigil von Fulda, des heiligen Archidiakons Meinolf von Paderborn, des Grafen und Klostergründers Ludwig III. von Arnstein. Dabei befolgte er bereits die von Heribert Rosweyde und den Bollandisten für die Acta Sanctorum entwickelten Grundsätze einer handschriftennahen Textkonstitution, indem er auch schwer verständliche oder morphologisch bzw. orthographisch von der Norm abweichende Formen im Text beließ und sie am Rande erläuterte. An seinem Hauptwerk, einer Geschichte des Erzbistums Trier, hat er 30 Jahre lang gearbeitet. Das Werk wurde 1629, Jahre nach Brouwers Tod, teilweise gedruckt, allerdings durch die Kurfürsten zensiert. Erst 1670 wurde es dann, allerdings stark abgeändert und ergänzt, veröffentlicht.

## Werke
- Fuldensium antiquitatum libri IIII. 1612 Digitalisat
- Sidera illustrium et sanctorum virorum qui Germaniam praesertim Magnam olim rebus gestis ornarunt, e manuscriptis in lucem eruta. Joannes Albinus, Moguntiae (Mainz) 1616 Digitalisat
- Venantii Honorii Fortunati presbyteri Italici episcopi Pictaviensis Carminum, epistolarum, expositionum libri XI. Poematis et libris singularibus aucti. Novaque rursum editione illustrati. Accessere  Hrabani Mauri Fuldensis, Archiepiscopi Magontini Poemata sacra nunquam edita. Omnia recens illustrata enotis variis. Bernardus Gualtherus, Moguntiae (Mainz) 1617 Digitalisat (erste Ausgabe nur der Werke des Venantius: Venantii Honorii Clementiani Fortunati Italici Presbyteri, Episcopi Pictauiensis, vetusti et christiani poetae Carminum, epistolarum et expositionum libi XI. Multis poematis, aliquot etiam librorum membris aucti: omnes ad veterum exemplarium fidem castigati. Additi, praeter supplementa, de vita S. Martini Libri IV. Omnia recens illustrata Notis sacris, historicis et geographicis. Balthasarus Lippius, Moguntiae (Mainz) 1603 Digitalisat)
- Antiquitatum et annalium Trevirensium libri XXV. Zwei Bände. Köln 1629 (nach ADB: 1626; aufgrund von Zensur unvollständig, Auflage weitgehend vernichtet); ed. Jacob Masen, Johannes Mathias Hovius, (Leodii) Lüttich 1670 (vollständig und ergänzt) Digitalisat Bd. 1 Digitalisat Bd. 2
- Metropolis ecclesiae Trevericae, quae metropolitanae ecclesiae originem, jura, decus, officia; tum subjectorum illi episcopatuum, regionum, urbium, ecclesiarum, abbatiarum et monasteriorum ortus progressusque per archidioecesin Trevirensem complectitur. Broweri et Masenii S. J. opus, ed. Christian von Stramberg. Zwei Bände. Friedrich Hergt, Koblenz 1855–1856 Digitalisat Bd. 1 Digitalisat Bd. 2